# Kaiserstuhl, Aargau

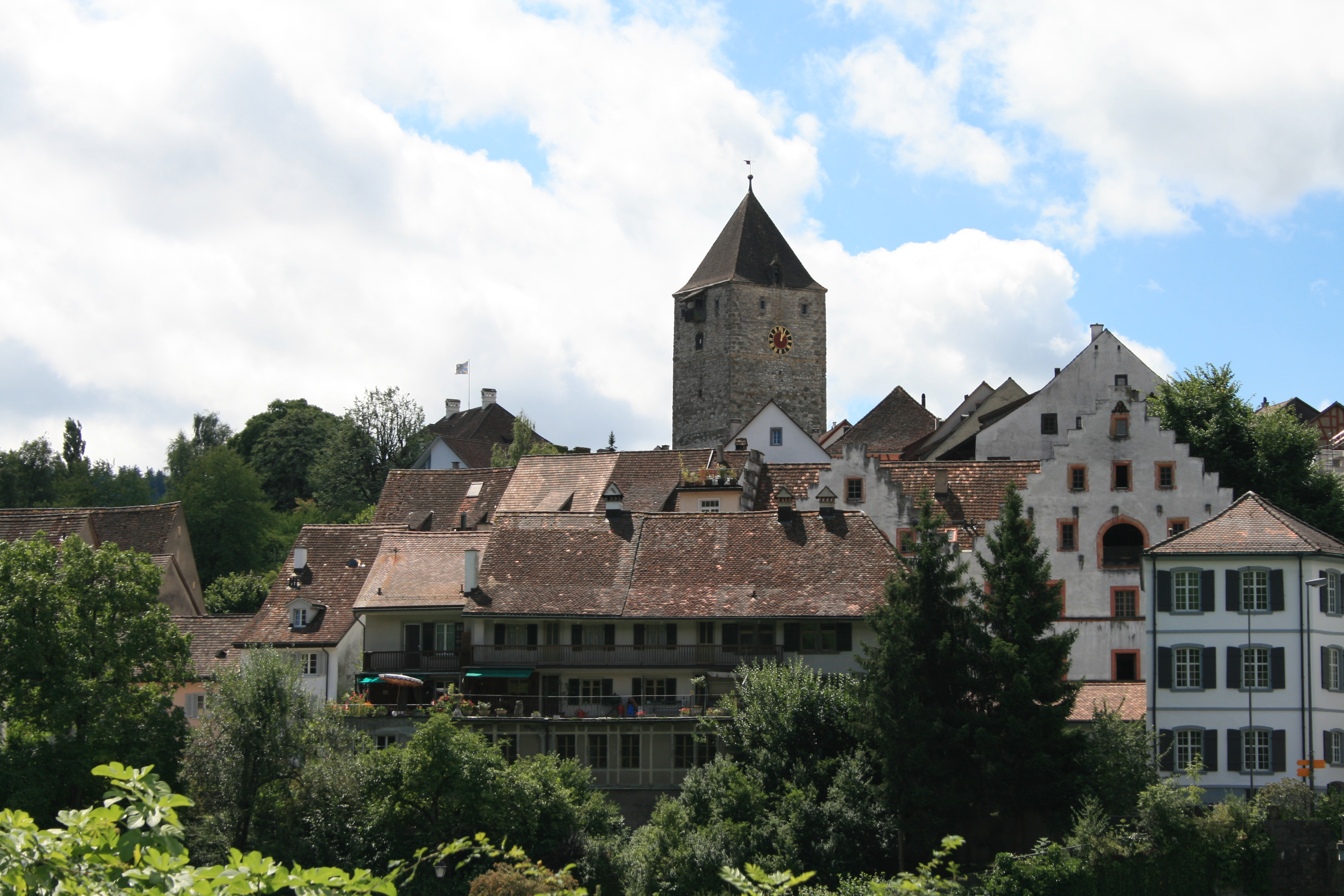
Gamla staden i Kaiserstuhl.

Kaiserstuhl (schweizertyska: Chaiserschtuel) är en ort i kommunen Zurzach i kantonen Aargau, Schweiz. Orten var före den 1 januari 2022 en egen kommun, men slogs då samman med kommunerna Bad Zurzach, Baldingen, Böbikon, Rekingen, Rietheim, Rümikon och Wislikofen till den nya kommunen Zurzach.
Kaiserstuhl ligger i nordöstra Aargau och den gamla kommunen gränsade i norr till Tyskland, i öster till Weiach i kantonen Zürich och i söder och väster till Fisibach. Med en yta på 0,32 km² var Kaiserstuhl, kantonen Aargaus till ytan minsta kommun och landets näst minsta kommun efter Rivaz i Vaud.